# بيت الرميم (جحانة)

تعديل مصدري - تعديل

بيت الرميم هي إحدى قرى عزلة قروى بمديرية جحانة التابعة لمحافظة صنعاء، بلغ تعداد سكانها 421 نسمة حسب تعداد اليمن لعام 2004.